# Försvarets materielverk (Finland)
Försvarets materielverk, kort FMV (finska: Puolustusvoimien Materiaalilaitos, kort PVMATL), var under åren 1993–2007 ett finländskt statligt försvarsmaterielverk i Tammerfors med uppgift att upprätthålla den verksamhetsberedskap som förutsätts i kristid och att styra en ekonomisk användning av försvarsmaterielen under hela dess livscykel.

## Historia
Försvarets materielverk bildades 1993 genom en sammanslagning av finska försvarsmaktens vapendepåer och en del andra militära inrättningar och var underställd huvudstaben.
Till verket hörde i slutet av verksamhetstiden 13 depåer på olika håll i Finland, Centrala anstalten för elektronik och Provskjutningsanstalten samt staben i Tammerfors. Personalen uppgick till omkring 2 400 personer, varav 75 procent var civilanställda.
Som del av finska försvarsmaktens organisationsförändringar under det senare 2000-talet kom finska FMV under kontroll av kommendörenen för finska armén under årsskiftet 2007–2008 och bytte namn till arméns materielverk(fi) (finska: Maavoimien Materiaalilaitos, kort MAAVMATL). Denna reform varade till årsskiftet 2014–2015 då Arméns, Marinens och Flygvapnets materielverk lades ner för att åter forma ett enhetligt försvarsmaterielverk, kallat försvarsmaktens logistikverk(fi) (finska: Puolustusvoimien logistiikkalaitos, kort PVLOGL).